# Radek Drulák
Radek Drulák (ur. 12 stycznia 1962 w Ołomuńcu) – czeski piłkarz grający na pozycji napastnika.

## Kariera klubowa
Drulák rozpoczął piłkarską karierę w klubie Union Cheb. Już w 1981 roku zadebiutował w jego barwach w pierwszej lidze czechosłowackiej. W Unionie występował przez sześć sezonów, a najlepszy dla niego był sezon 1983/1984, kiedy to strzelił 16 goli w lidze. Łącznie wystąpił dla tego klubu w 122 spotkaniach i zdobył 38 bramek. W 1987 roku Radek przeszedł do dużo silniejszej Sigmy Ołomuniec, a największy sukces osiągnął z nią w sezonie 1990/1991, gdy wywalczył wysokie 3. miejsce w lidze. Jeszcze w trakcie tego sezonu Drulák odszedł z klubu i przeszedł do niemieckiego VfB Oldenburg, grającego wówczas w 2. Bundeslidze. Nie zdołał wywalczyć z tym klubem awansu do pierwszej ligi, ale najbliżej awansu klub był w sezonie 1991/1992, gdy zajął 2. miejsce za KFC Uerdingen 05. W tamtym sezonie indywidualny sukces odniósł Radek, który z 21 golami na koncie został królem strzelców. W sezonie 1992/1993 zdobył 19 goli, ale jego zespół spadł do Reigonalligi. Zawodnik odszedł do Chemnitzer FC i przez jeszcze rok występował w drugiej lidze Niemiec. Latem 1994 Drulák wrócił do Czech i przez trzy sezony grał w Petrze Drnovice. W jego barwach dwukrotnie z rzędu (1995 -15 goli, 1996 – 22 gole) został królem strzelców ligi czeskiej. W 1997 roku wrócił do Sigmy i zajął z nią 3. miejsce w lidze, a latem 1999 zakończył piłkarską karierę w wieku 37 lat.

## Kariera reprezentacyjna
W reprezentacji Czechosłowacji Drulák zadebiutował 28 marca 1984 roku w przegranym 1:2 towarzyskim spotkaniu z NRD. Po rozpadzie Czechosłowacji występował w narodowej drużynie Czech. W 1996 roku został powołany do kadry na Euro 96. Tam był tylko rezerwowym dla Pavla Kuki i zagrał jedynie w dwóch meczach: przegranym 0:2 grupowym z Niemcami oraz wygranym po serii rzutów karnych półfinale z Francją. W przegranym 1:2 finale z Niemcami już nie zagrał, ale przywiózł srebrny medal za wicemistrzostwo Europy. Karierę reprezentacyjną kończył w 1997 roku. W kadrze wystąpił łącznie w 19 meczach i strzelił 6 goli.